# Geoplana quagga
Geoplana quagga ist eine südamerikanische Art der Landplanarien in der Unterfamilie Geoplaninae. Ursprünglich wurde die Art der Gattung Geoplana zugeordnet, doch neuere Forschungsergebnisse zeigen, dass die Art einer neuen Gattung zugeordnet werden muss.

## Merkmale
Geoplana quagga hat einen länglichen Körper mit parallelen Seitenrändern. Die Art erreicht beim Kriechen eine Länge von ungefähr 30 Millimetern und hat eine maximale Breite von 3 bis 3,4 Millimetern. Die Grundfärbung des Rückens ist schwärzlich grau, auf der Mittellinie befindet sich ein weißer Längsstreifen, daneben ist auf beiden Seiten jeweils ein tiefschwarzer Längsstreifen. Auf dem vorderen Viertel des Körpers befinden sich viele schmale, unregelmäßige, weiße Streifen. Die Bauchseite und die Körperränder sich hellgrau gefärbt. Die vielen Augen sind in einer Reihe an den Körperrändern angeordnet, nur auf Höhe der Körpermitte sind es zwei Augenreihen.
Der Kopulationsapparat weist keine permanente Penispapille auf, der Penis bildet sich durch Einfaltungen im männlichen Atrium genitale. Die Ovovitellinkanäle sind auf Höhe der Gonopore.

## Verbreitung
Die Art wurde in Brasilien in den Bundesstaaten São Paulo, Rio de Janeiro und Santa Catarina sowie in der argentinischen Provinz Misiones nachgewiesen. Alle Funde waren in einer von Menschen veränderten Umwelt.

## Systematik
Bei einer Revision der Gattung Geoplana durch Fernando Carbayo und sein Team wurde aufgrund molekulargenetischer Untersuchungen festgestellt, dass Geoplana quagga nicht dieser Gattung angehört. Seitdem wird die Art als Incertae sedis geführt. Eine weitere Studie bestätigte dieses Ergebnis auch anhand der morphologischen Merkmale der Gattung. Sie wird vorläufig weiterhin in der Gattung Geoplana geführt, bis sie einer geeigneteren Gattung zugeordnet werden kann, bzw. eine Gattung erstbeschrieben wird (Stand 2019).

## Etymologie
Die Vergabe des Artepithetons ist nicht sicher geklärt und dokumentiert. Es wird angenommen, dass die Rückenfärbung Ernst Marcus an das Quagga, ein ausgestorbenes Zebra, erinnert hat.